# Comando Aéreo de Combate n.º 5
El Comando Aéreo de Combate N.° 5, abreviado CACOM 5, es una base aérea y cuartel de la Fuerza Aérea Colombiana en predios del Aeropuerto José María Córdova, Rionegro (Antioquia). Es uno de los Comandos Aéreos más recientes, inciciándose su obra en 1988 cuando algunas de las políticas del gobierno estaban encaminadas a ejercer un mayor control operativo que abarcara la zona de Urabá y Magdalena Medio, prioritariamente.

## Historia
Este importante y significativo proyecto fue dirigido por el TC. Jaime Plazas, quien junto al TC. Luis A. Sanabria, emprendieron la labor de sacar adelante esta Unidad que, a partir del 15 de diciembre de 1989, acogió a un selecto grupo de personas para cumplir la nueva misión asignada a la Fuerza Aérea Colombiana.
Este proyecto fue incrementando su planta de personal, mejorando su infraestructura y realizando una serie de actividades que, poco a poco, le fueron dando cuerpo a esa Unidad, para que así, el 3 de noviembre de 1990, fuera inaugurada en acto protocolario presidido por el general Oscar Botero Restrepo, Ministro de Defensa, el general Luis Eduardo Roca Maichel, Comandante de las FF.MM. y el general Manuel Jaime Forero Quiñones, Comandante de la Fuerza Aérea en aquel entonces.
Así mismo, la base fue dotada con helicópteros UH-60 Black Hawk, y con aviones livianos de transporte, y así, con todos sus equipos y su talento humano, han realizado operaciones de rescate y defensa que la consolidan como una Unidad Aérea que promete grandes realizaciones.

## Aeronave Insignia
Dentro del plan de desarrollo para las Fuerzas Militares y con el fin de incrementar la capacidad de transporte helicoportado de la Fuerza, el Ministerio de Defensa Nacional, adquirió aeronaves de tipo UH-60 Alfa y Lima.
El helicóptero UH-60 A/L es una aeronave de tecnología moderna y avanzada, diseñada para proveer transporte de personal y material con el fin de facilitar el cumplimiento de las misiones. Está dotado con un sistema de navegación y un sistema de armamento. Fue fabricado por la Sikorsky Aircraft Corporation (USA). Además de las diversas misiones que se puede ejecutar en el Black Hawk UH-60 A/L, esta aeronave desarrolla operaciones de asalto aéreo, aumentando considerablemente la capacidad de las tropas de superficie, gracias a sus características especiales de carga, velocidad, maniobrabilidad y bajo ruido, contribuyendo en alto grado a realizar operaciones aeromóviles y haciendo presencia en toda la geografía del Territorio Nacional.
Desde 1995, se encuentra en la Unidad el FAC 4120 AH-60L Black Hawk Artillado ( Arpía I ) empleado para aumentar las capacidades de apoyo que presta al país y desde 1998 comienza la segunda generación del Arpía, consistente en la mejora de la entrega del armamento.
Posteriormente y gracias al avance tecnológico de la Fuerza se obtiene el ( Arpía III ), aeronave prototipo única en el mundo, con nuevas capacidades y tecnologías que mejoran la capacidad del sistema de armamento y precisión reafirmando su liderazgo en el desarrollo de operaciones de helicópteros de ataque, evolucionando una vez más de cara al futuro y adaptándose a los escenarios cada vez más complejos de la guerra que se libra en nuestro país.

## Símbolos
Águila
Representa las cualidades que debe tener nuestra tripulación, como son agudeza visual, penetración, destreza, poderío, fuerza y la seguridad en sí misma, cualidades que le permiten ser una de las aves más certeras al capturar a su presa, debiendo realizar una serie de cálculos rápidos y precisos para lograr este fin.
Colores
(Azul y Gris). El azul o azur en la heráldica, representa el elemento aire en el cual nos desenvolvemos y el gris que heráldicamente representa a la plata, es el metal que pasa las armerías, significa luna, correspondiendo en este caso a nuestra capacidad para operar las 24 horas del día, teniendo además las características de pureza, integridad, obediencia, firmeza, vigilancia, elocuencia y vencimiento que poseen nuestros miembros.

## Unidades
- Grupo de Combate 51
  - Escuadrón de Combate 511 (AH-60L Arpía III )
  - Escuadrón de Operaciones Especiales 512 (Cessna 208, UH-60A Halcón, UH-60L Halcón)